# Báthori István (nádor)
Ecsedi Báthori (III.) István (1480-as évek közepe – Dévény, 1530. május 8.) ragadványneve „Sánta”. Magyar főnemes, nádor, a 16. század eleji magyarországi hatalmi harcok jelentős szereplője. A Báthori-család ecsedi ágából származott. A később erdélyi fejedelmi címet viselő somlyai Báthoryak nem az ő leszármazottai voltak.

## Élete
Ecsedi Báthori András és Rátóti Julianna fiaként született az 1480-as évek közepén.
1507-től Zala vármegyei főispán volt. 1508-ban II. Ulászló király fia, Lajos nevelőjévé választotta Bornemissza Jánossal együtt. Részt vett II. Lajos 1508-as székesfehérvári és 1509-es prágai megkoronázásán. 1510-ben budai várnagy, 1511-ben Temes vármegye főispánja lett. Ezt a tisztséget 1523-ig viselte. Ebben az időben készült el a nyírbátori templom, amelynek berendezését annak feliratai szerint ő és két testvére, György főlovászmester és András szatmári és szabolcsi főispán készíttette.
1512-ben Krassó vármegyében, Illádia mellett legyőzött egy portyázó török csapatot.
1514-ben keresztes sereget toboroztak a török ellen, főleg parasztokból. A toborzást Báthori és sok más nemes akadályozta, mert attól tartottak, hogy birtokaik munkáskéz nélkül maradnak. Ez volt a parasztháború egyik oka. Báthori és Csáky Miklós csanádi püspök Apátfalvánál Dózsa György egyik előhadát szétverte. Dózsa bosszúból Nagylakra támadt, ahol Csáky és Báthori győzelmét ünnepelte. Egyedül Báthori tudott elmenekülni. Harcban jártasabb ember lévén, még idejében észrevette, hogy az ellenség éppen onnan érkezik, amerre a többiek futni próbálnak. Ő tehát arra indult, amerről eredetileg várták a parasztokat, kelet felé. Sikerült is épségben eljutnia Solymos várába. A feljegyzések szerint fejvesztve menekült a parasztok elől. Ezután részt vett a parasztok elleni további harcokban, de Dózsa Temesvárba szorította. Báthori Szapolyaitól kért segítséget, aki felmentette a várat. Ezután ketten vezették a parasztok elleni kemény megtorlást. A parasztháború a tönk szélére sodródott ország erejét apasztotta tovább.
1518-ban királyi tanácsos lett, egy évvel később nádor.
A köznemesség a törököktől elszenvedett vereségekért és más kilengésekért őt tette felelőssé, bár nem mindegyik vád volt igaz.
1522-ben, amikor II. Lajos király és felesége Csehországba távozott, a nádort nevezte ki helyettesévé (locumtenens), aki e kinevezése értelmében a bíráskodásban a királyt helyettesítette, Szapolyai János erdélyi vajdával együtt az ország főkapitánya lett, továbbá jogot nyert arra, hogy 32 jobbágytelek nagyságig birtokadományokat tegyen.
Az 1523 júniusában tartott országgyűlésen elérték leváltását a köznemesek, őt gyanúsítva hétszázezer forint elsikkasztásával, amelyből csak félezer katonát tartott zsoldban, továbbá azzal, hogy András testvérével hamis pénzt veretett Szatmáron. 1524-ben visszahelyezték nádori tisztébe. 1525 június–júliusi hatvani országgyűlésen hihetetlen mértékű acsarkodások közepette érték el menesztését. Befolyása az udvarban megmaradt.
1526-ban másodszor is visszahelyezték nádori méltóságába, miután Werbőczy István nem tudta megoldani a problémákat.
Részt vett a mohácsi csatában. A csatát a magyar sereg részben miatta vívta meg oly ügyetlenül, hogy az katasztrófába torkollott. Báthori szolgája, Kecskés Pál pihent lován menekült el a csatamezőről, és Pécs felé vette az irányt. Az ottani káptalan tagjait kincseikkel együtt kíséretébe vette és elvitte magával őket Pozsonyba. A kettős királyválasztás után terjedt el a köztudatbsn a Szapolyai által kinevezett új pécsi püspök panasza nyomán, hogy a nádor a csata után kirabolta a káptalant. E hírt felnagyítva átvették a későbbi történetírók is.
Mohács után I. Ferdinánd mellé állt. 1527-ben Ferdinánd királlyá koronáztatása után hívei között kiosztotta Szapolyai birtokait. Báthori négy hegyaljai várat kapott, köztük Tokajt is.
Ferdinánd megerősítette nádori tisztségében. Szapolyai János (ekkor már megkoronázott király) csak négy év múlva, nem sokkal Báthori halála előtt, 1530-ban Bánffy Jánost nevezte ki ugyanerre a tisztségre. Báthori 1528-ban Magyarország helytartója, adományként megkapta Dévényt és Kőszeget. A pénzben szűkölködő bécsi udvar–nak több ízben kölcsönöket folyósított, ezekért zálogokat kapott, így növelte birtokait és hatalmát.
Dévényben, 1530. május 8-án halt meg, de felesége Pozsonyban temettette el.

## Családja
Felesége Zsófia, III. Konrád mazóviai (lengyel) herceg leánya volt. Egy leányuk született, Klára.